# Kacper Kozłowski (fotbollsspelare)
Kacper Szymon Kozłowski, född 16 oktober 2003, är en polsk fotbollsspelare som spelar för turkiska Gaziantep.

## Karriär
Kozłowski debuterade för Pogoń Szczecin i Ekstraklasa den 19 maj 2019 i en 3-0-vinst borta mot Cracovia, där han blev inbytt i den 90:e minuten mot Zvonimir Kožulj.
Den 5 januari 2022 värvades Kozłowski av Brighton & Hove Albion, där han skrev på ett 4,5-årskontrakt. Kozłowski lånades dock direkt ut till belgiska Union SG på ett låneavtal över resten av säsongen 2021/2022. I augusti 2022 lånades han ut till nederländska Vitesse på ett säsongslån. I juli 2023 förlängdes låneavtalet med ytterligare en säsong.
Den 19 juli 2024 värvades Kozłowski av turkiska Gaziantep, där han skrev på ett treårskontrakt.